# Pierluigi Bini
Pierluigi Bini (Pontedera, 1959) è un alpinista italiano.

## Biografia
Cominciò ad arrampicare a 15 anni. Aprì alcune vie sulle pareti del Gran Sasso, sia sul Corno Piccolo che sul Paretone del Corno Grande. Estensore di un nuovo concetto di arrampicata libera nel centro Italia, per molti anni è stato punto di riferimento per molti appassionati di arrampicata, col suo rivoluzionare l'alpinismo sul Gran Sasso.
Fece scuola la sua tecnica di arrampicata estrema in stile libero, utilizzando cioè chiodi solo per sicurezza e non per progressione. Da ragazzo era famoso per affrontare vie di notevoli difficoltà calzando semplici scarpette Superga. Famosa la via "Diedro di Mefisto" sulla parete est del Corno Grande (il Paretone), la Via del Vecchiaccio e le Placche di Manitù.
Fu attivo anche nelle Dolomiti con le prime solitarie della Via dei Fachiri alla Cima Scotoni, della Detassis al Croz dell'Altissimo e della Gogna alla parete Sud della Marmolada, come sulle vie della Yosemite Valley nel Parco nazionale di Yosemite, negli USA prima solitaria della via dei polacchi (parete nord ovest Civetta), prima solitaria della via Aste Navasa (Crozzon di Brenta), prima discesa solitaria via Graffer (Campanile Basso di brenta), prima solitaria via Buhl (Piz Ciavazes), prima solitaria via Reali (Piz Ciavazes) e prima solitaria via Soldà (Sass Pordoi). Nel 2023 esattamente il 2 settembre ha ripetuto in arrampicata solitaria, la famosa via Comici Dimai sulla parete Nord della Cima Grande di Lavaredo.